# Student Welcome Concert
Student Welcome Kortrijk is een Belgisch muziekfestival dat jaarlijks op de eerste donderdag van oktober plaatsvindt in Kortrijk. Het evenement had in de beginjaren steeds een belangrijke focus op lokaal en opkomend talent waarbij de focus, sinds de samenwerking met Kortrijk Studentenstad, nu meer gaat richting DJ's met zowel naam en faam maar waar ook een DJ-contest wordt georganiseerd waarbij lokaal DJ-talent alle kansen krijgt. Met het evenement probeert men de studenten naar de binnenstad te brengen om samen te feesten en het nieuwe academiejaar in te luiden.  
Student Welcome werd in 2001 opgericht door Team Jeugd (jeugddienst Stad Kortrijk), i.s.m. de muziekclub De Kreun, de Kortrijkse universiteiten KU Leuven Kulak en UGent Campus Kortrijk en de Kortrijkse hogescholen VIVES en Howest. Nu wordt dit georganiseerd door een kerngroep vanuit Kortrijk Studentenstad Vzw. Kenmerkend voor dit festival is dat het het eerste grote in zijn soort was in Vlaanderen, en dat het ook telkens een podium biedt aan beloftevol lokaal studententalent alsook grote kleppers uit de DJ-wereld. Achteraf zijn er telkens afterparty's in de omringende uitgangsbuurten. 
Het festival wordt mogelijk gemaakt met de steun van Stad Kortrijk, de Kortrijkse hogescholen en universiteiten en Kortrijk Studentenstad.

## Editie 2001
- donderdag 11/10/2001
- Grote namen: De Mens, de Heideroosjes en Ozark Henry

## Editie 2002
- donderdag 02/10/2002
- Grote namen: Lokos, Goose, Skitsoy, 't Hof van Commerce, The Sheila Divine.

## Editie 2003
- donderdag 01/10/2003
- Grote namen: Da Hypnotikop,  Moonlake, Janez Detd, Das Pop.

## Editie 2004
- donderdag 07/10/2004
- Grote namen:

## Editie 2005
- donderdag 06/10/2005
- Grote namen: Sylverene,  Galatasaray, Daan en Vive la Fête.

## Editie 2006
- donderdag 05/10/2006
- Grote namen: Captain Compost, Jonaz, Flatcat, Sioen, 't Hof Van Commerce

## Editie 2007
- donderdag 04/10/2007
- Grote namen: JD Theory, Genjini, Gèsman, Stijn, Absynthe Minded.

## Editie 2008
- donderdag 02/10/2008
- Grote namen: Curry and Coco, Steak number Eight, Batlhazar, A Brand, Shameboy

## Editie 2009
- donderdag 01/10/2009
- Programma: SX, Cercueil, The Sedan Vault, De Jeugd van Tegenwoordig, The Subs

## Editie 2010
- donderdag 07/10/2010
- Programma: Compact Disk Dummies,  We Seem To Have Misplaced Our Igloo, The Opposites, Customs, Batlhazar, Fredo & Thang

## Editie 2011
- donderdag 06/10/2011
- Programma: the Lumbers, Teddiedrum, Steak Number Eight, Intergalactic Lovers, de Jeugd van Tegenwoordig

## Editie 2012
- donderdag 04/10/2012
- Programma: NTREK, AKS (Live), Compact Disk Dummies, Kraantje Pappie, Sound of Stereo

## Editie 2013
- donderdag 03/10/2013
- Programma: Druznik, Coely, Wallace Vanborn, Steak Number Eight, DJ Lotto, DJ Murdock

## Editie 2014
- donderdag 02/10/2014
- Programma: STAB, King Hiss, Id!ots, B, TLP aka Troubleman

## Editie 2015
- zaterdag 26/09/2015 (Urban Waves)
- Programma: Chillow & Friends, Raveyards, AKS, The Subs, Raving George, Davidov

## Editie 2016
- donderdag 06/10/2016
- Programma: PAGE DOWN, Equal Idiots, Faces On TV, Steak Number Eight, 2KG Hoofdvlees, FreshandClean

## Editie 2017
- donderdag 05/10/2017
- Programma: Richie Haley, Dennis Cartier, Eva De Roo ft. Skyve, TLP aka Troubleman

## Editie 2018
- donderdag 04/10/2018
- Programma: Bobalicious, Yolotanker, Shizzle le sauvage, Ed & Kim

## Editie 2019
- donderdag 03/10/2019
- Programma: Dizzy Drops, Green Onions, Michael Schack, Omdat het kan soundsystem ft. Average Rob, 5NAPBACK, Lester Williams

## Editie 2020
Wegens Covid ging deze editie niet door.

## Editie 2021
- donderdag 07/10/2021
- Programma: Razor, Dizzy Drops, Jamie Lee VI & Louis XIV, Kurkdroog, Ronny Retro, Skyve ft. Flo Windey

## Editie 2022
- donderdag 06/10/2022
- Programma: Dj Styx, Razor, David Carter, De Bromeo's, Ilsen en Verhulst, DREZZ ft. MC Nova

## Editie 2023
- donderdag 05/10/2023
- Programma: Dj Styx, Gestapo Knallmuzik, DJ DREZZ ft MC Holic, DJ KAT, Yves Deruyter

## Editie 2024
- donderdag 03/10/2024
- Programma: